# 0609
0609 je hudební skupina, která vznikla v roce 1999 v Aši. Byla vytvořena členy zaniklé skupiny Mac Beth. Soustřeďuje se na rockovou a popovou hudbu. Koncertovala na Ašsku (Klubíčko) a Chebsku. V roce 2007 koncertovali společně s britskou hudební skupinou Smokie.

## Biografie
Skupina vznikla ze zaniklé skupiny MacBeth ve složení Miroslav Chrástka, Miroslav Všetečka a Karel Mecner. Prvním singlem byla coververze Láska je věc kouzelná, převzata od skupiny Rangers (Plavci). Následovaly singly Padly za vlast, Kosmonaut, Musíš se ptát, Lady, Poslouchej rádio, Zhasni baby, Všem láskám, Já a ty. V roce 2000 vychází kapele první album Pár kouzel, vystupovala v pořadu TV Nova Rozjezdy pro hvězdy s písní od Václava Neckáře Když ti nejsem hezkej. V roce 2002 vychází druhé album nazvané Pár čísel, z něhož vyšly singly Šálek tvrdý pravdy (natočen i videoklip, 3× první místo v hitparádě ESO), Vážně a Jelen v říji. V tomto roce dochází ke změnám v sestavě. Zpěvák Miroslav Chrástka odchází do skupiny Turbo za Richarda Kybice. V roce 2003 se kapela vrací s novými členy Martinem Čarným a Liborem Bartošem a první singl v nové sestavě nese název Žít chvíli dýl. Krátce na to vydává kapela i druhý singl Kousek nebe, který boduje v hitparádě Českého rozhlasu – Radiožurnál a kapela získává ocenění Zlatá dvanáctka. V roce 2004 vychází v pořadí třetí album Pár změn, z něj jsou vydány singly Bylo, nebylo a Čísla. Na konci téhož roku vychází vánoční singl Po nebi letí hvězda. V roce 2005 natáčí kapela hymnu pro fotbalový tým 1. FC Slovácko. V roce 2007 vydává kapela nový singl To všechno z lásky a v následujícím roce 2008 singl Žárlím. Do kapely nastupují noví členové baskytarista Marcel Rau a klávesista Tomáš Demčák, který velmi brzy kapelu opouští a věnuje se studiu na konzervatoři. Na jeho místo nastupuje Petr Rokůsek. V roce 2009 vystupuje kapela společně s kapelami Bonfire (Německo) a Sterling (Švýcarsko) v Chebu. Následuje tvůrčí pauza, z kapely odchází Marcel Rau, Petr Rokůsek a Martin Čarný. V roce 2011 vychází kapele singl Je mi to fu(c)k, mikrofonu se ujímá Libor Bartoš. Po čtyřech letech se kapela vrací zpět na podia se zpěvákem Milanem Fialou. Znovuzrození zažívá kapela v roce 2017, kdy do kapely nastupují mladí hudebníci, bratří Antonín Červínek a René Červínek ml. a společně se zakládajícím členem Miroslavem Všetečkou přináší do kapely nový směr. Výsledkem je singl Ztráta a hudební doprovod pro povzbuzující nápoj. Na konci května 2018 má premiéru videoklip k singlu Ztráta,natočený ve spolupráci s MVTV.cz, scénáře, střihu, kamery a režie se ujali Petr Všetečka a Tomáš Všetečka, zároveň kapela představuje remake singlu Vážně. V létě 2018 přicházejí do kapely baskytarista Pavel Klvač a bubeník Petr Všetečka. V srpnu 2018 vychází v pořadí již třetí singl s názvem Aspoň jednou. Před Vánočními svátky kapela předělala od August Burns Red - „Jingle Bells“ do rockovější podoby, u nás známé jako „Rolničky“. V únoru 2019 spatřuje světlo světa videoklip k singlu Vážně, který se točil v ateliéru internetové televize MVTV.cz, kameru, režii a střih obstaral Dominik Erban. V červnu 2019 vydává kapela nový singl Zůstaň a zároveň točí klip ke skladbě Musíš se ptát, který vychází v září 2019. Na jaře 2020 dochází k personálním změnám, odchází Antonín Červínek, René Červínek, Pavel Klvač a Petr Všetečka. Po deseti letech se vrací Martin Čarný.

## Diskografie

### Vydaná alba
- 2000 Pár kouzel – (Universal Music)
- 2002 Pár čísel – (Česká hudba)
- 2004 Pár změn – (Arecamultimedia)

### Singly
- 2002 Šálek tvrdý pravdy
- 2002 Vážně
- 2002 Jelen v říji

- 2004 Kousek nebe
- 2004 Čísla
- 2004 Bylo nebylo
- 2004 Žít chvíli dýl
- 2004 Po nebi letí hvězda
- 2007 To všechno z lásky
- 2008 Žárlím
- 2011 Je mi to fu(c)k
- 2015 Vážně
- 2017 Ztráta
- 2018 Vážně (remake)
- 2018 Aspoň jednou
- 2019 Zůstaň
- 2019 Musíš se ptát

### Videoklipy
- 2002 Šálek tvrdý pravdy
- 2003 Kousek nebe
- 2004 Bylo, nebylo
- 2005 Čísla
- 2018 Ztráta
- 2019 Vážně
- 2019 Musíš se ptát
- 2020 To všechno z lásky

## Členové skupiny

### Současní členové
- Miroslav Všetečka (bicí)
- Martin Čarný (kytara, zpěv)

### Bývalí členové
- Miroslav Chrástka
- Karel Mecner
- Libor Bartoš
- Tomáš Demčák
- Marcel Rau
- Petr Rokůsek
- Milan Fiala
- Antonín Červínek
- René Červínek
- Pavel Klvač
- Petr Všetečka